# Jørgen Diemer
Jørgen Johannes Diemer (10. september 1916 i Fåborg Sogn – 23. september 2002 i Roskilde) var en dansk modstandsmand og politiker.
Jørgen Diemer var søn af forretningsfører Axel Thorvald Diemer og Ellen Magdalene født Varming. Diemer var opvokset i Sønderjylland og blev uddannet korrespondent. Under Besættelsen engagerede han sig i Dansk Samling og blev i 1941 leder af partiets kontor. Sammen med Flemming Juncker etablerede han modtagepladser for britiske flys nedkastninger til modstandsbevægelsen. Han udgav desuden flere illegale bøger. I marts 1944 blev han pågrebet af Gestapo og fængslet i Vestre Fængsel. Senere kom han til Horserød derefter i august 1944 til Frøslevlejren og måneden efter til Neuengamme, hvorefter han endte i arbejdslejren Porta Westfalica-Barkhausen.
Jørgen Diemer vendte tilbage til Danmark i 1945 med de hvide busser. Han etablerede sig som selvstændig håndværker og blev sidst i 1960'erne atter politisk aktiv – denne gang i Socialistisk Folkeparti, som han repræsenterede i Lejre Kommunalbestyrelse. Han var også formand for partiets organisation i Roskilde Amt.